# 徐嘉樂
徐嘉樂（英語：Chui Ka Nok，1957年—），原名徐嘉諾，出生於廣州，前香港籃球、排球及手球代表隊成員，花名「小鋼炮」。前香港籃球代表隊隊長，曾經代表香港參加亞運比賽。他曾經為亞洲電視節目主持兼報幕員之一，到現時則在體通天下擔任NBA粵語評述員，且在香港有線電視的排球評述員。其花名「小鋼炮」起源於1977年；當年他在伊利沙伯女皇二世青年遊樂場館參與香港亞洲青年籃球賽電視直播賽事期間，評述員陳耀武覺得徐的球技了得，力壓韓國對手球員，所以用「小鋼炮」來形容他。

## 背景

### 早年生活
徐嘉樂早年在九龍油尖旺區長大，有三名兄姊，就讀香港基教書院小學部及中學部（1976年中五），為學校籃球隊及排球隊成員。另一方面活躍於校內數學比賽。他當時一邊讀書，一邊當運動員（籃球與排球各10年年資）。在校時因雷禮義而接觸籃球運動，又因校內排球隊參加禁毒盃、自己有打排球經驗而被隊員邀請加入成為一員。賽後再獲東海（旅行社）籃球隊教練賞識邀請加入東海甲一青年組少年軍（徐的籃球老師是張泰榮），曾是斯特巴足球隊的守門員。曾外借僑聯籃球隊。
徐嘉樂在香港中學會考中考獲一優（數學科）三良成績，其後在一次在陳樹渠紀念中學任職核准教師時，雷禮義建議他報讀師範學院，以免浪費優異的公開試成績。由是徐於1980年在葛量洪教育學院（今香港教育大學，教育學院前身）主修體育，畢業後以正式教師身份於油蔴地天主教小學下午校任教數學及體育科。任教期間擔任業餘體育節目主持，也在思遠籃球隊當業餘籃球員。

### 全職投身體育界
至1982年，徐嘉樂正式開始體育評述員的生涯，在無綫電視擔任女子排球（中國對秘魯，夥拍陳耀武）錄影帶賽事嘉賓評述，不久接受電視台的評述訓練。當年無綫一方有意找尋從師範學院畢業的學生來當嘉賓評述，於是派員到師範學院邀請他。1984年洛杉磯奧運是他首次擔任奧運會直播節目的評述員。1987年憑藉以香港籃球代表隊隊長身份參與1986年亞洲運動會而首次入選香港傑出運動員選舉，十二強止步。及後他在1989年辭去小學教職，獲製作部副總裁勞瀚貽邀請加盟亞洲電視成為全職體育節目主持，至今已參與過十屆奧運評述，擁有超過近40年體育節目評述經驗。
徐嘉樂曾經在亞視期間擔任《NBA地帶》主持和評述，同時擔任報幕員之一，主要宣讀節目贊助及亞視版本的政府硬照宣傳和商業廣告硬照（例如燮和堂五寶散），之後就過檔加盟Now Sport擔任主持和評述的工作，其中世界女排大獎賽由他擔任主持和評述，2018年轉投香港有線電視。2000年任南華體育會主辦的暑期籃球訓練班總教練。此外，他亦為香港電台擔任節目「十項全能」及曾擔任節目「奧運全能」主持與「奧運第一台」嘉賓主持。
在2008年北京奧運期間，Now Sport將徐嘉樂暫借給亞洲電視擔任評述員，2010年再度外借。徐嘉樂在亞洲電視的奧運直播節目中憑著對每一項體育活動的各個細節作出深入了解和充分準備，與無綫電視一眾主持和體育評述員相比，贏盡口碑，令人刮目相看，更尊稱他為「體育字典」。於2012年代表亞視再次參與倫敦奧運評述員，2021年替香港開電視參與東京奧運評述員，此為其自1984年洛杉磯奧運以來連續10屆合共38年當奧運評述。
他也是每年西貢端午龍舟競渡的評述員。

### 其他資料
徐嘉樂原名徐嘉諾，「徐嘉諾」一名是其身份證登記的名字。由於其妻子希望他可以在評述奧運的時候帶來歡樂，不要太嚴肅，加上「樂」字的筆劃數目對他有利，所以徐嘉諾採用「徐嘉樂」作為藝名，沿用至今。

## 節目主持
*若有遺漏，請協助補充相關資料。
- 1989年至？：勁運縱橫
- 1990年：九○亞運大前提（亞洲電視）[10]
- 1994年至2005年：NBA地帶（亞洲電視）
- 1984至2022：奧運主持（亞洲電視/香港電台/香港開電視）

## 節目嘉賓
- 2012年：倫敦奧運開幕大派對（無綫電視）

## 劇集
- 1998年：非常女警（亞洲電視）
- 2003年：萬家燈火（亞洲電視）